# Geschichte der Juden in Norwegen

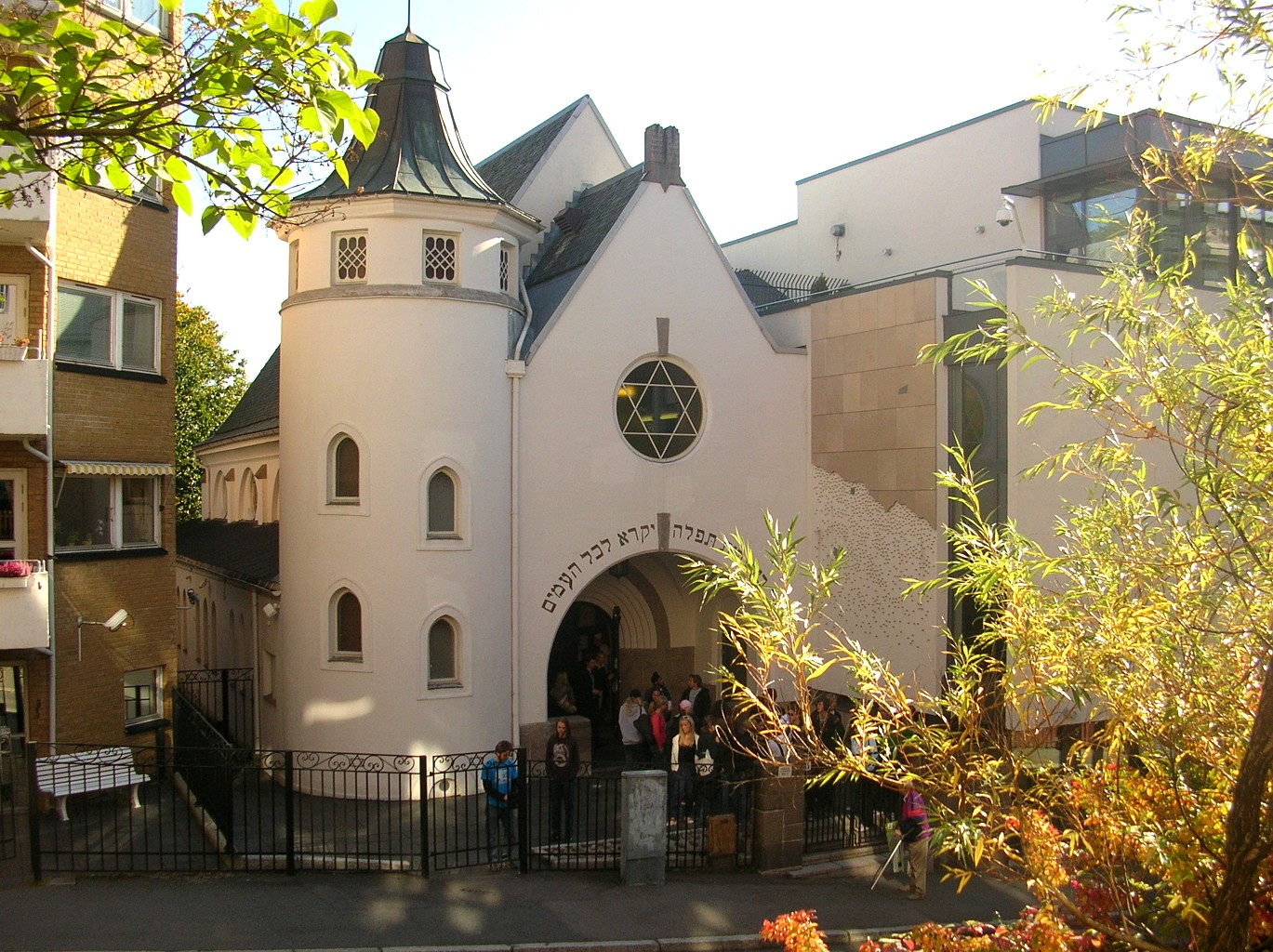
Die Synagoge im Osloer Bergstien wurde 1920 eingeweiht (Bild 2007)

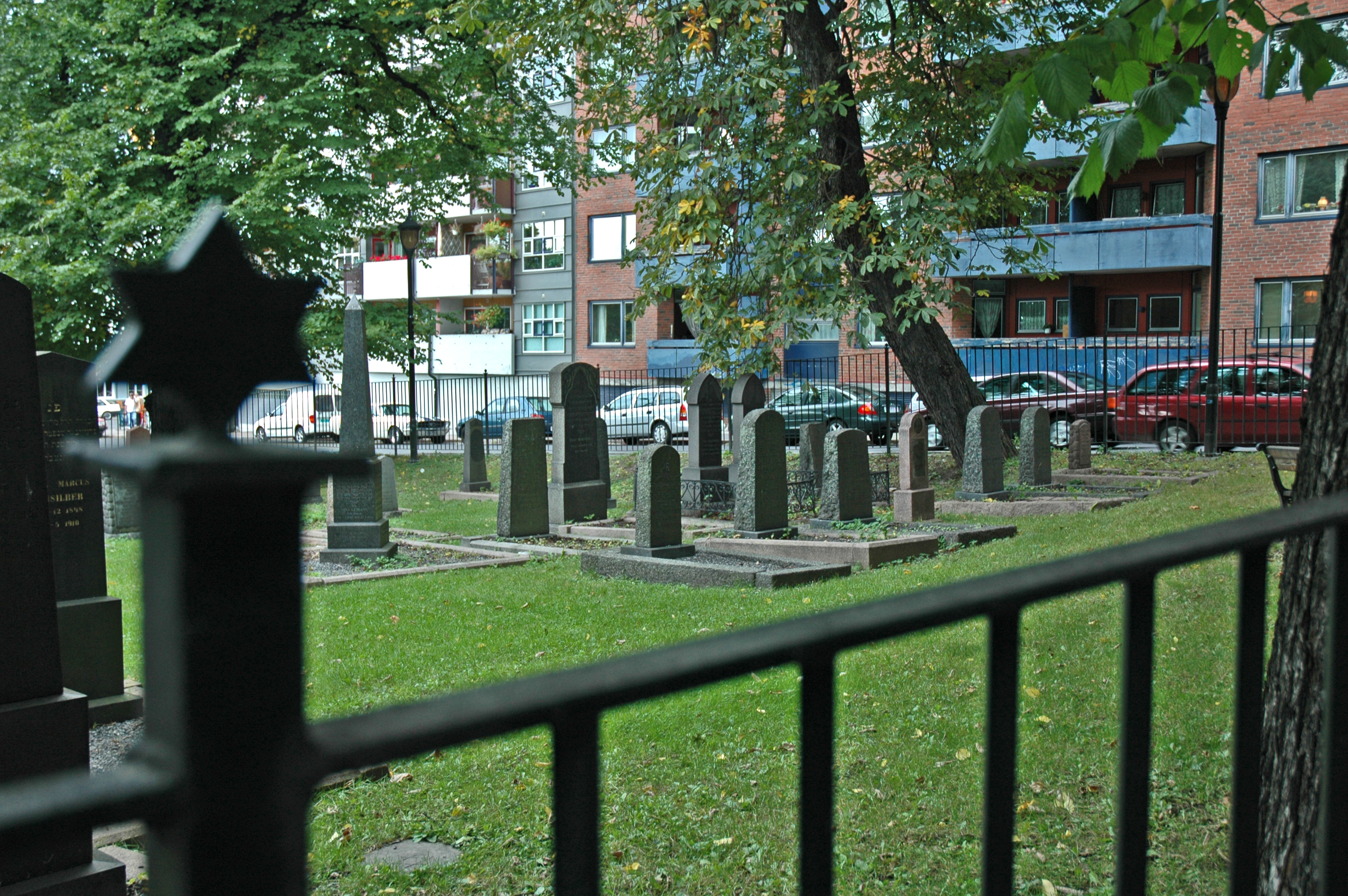
Der alte Friedhof Sofienberg in Oslo (2005)

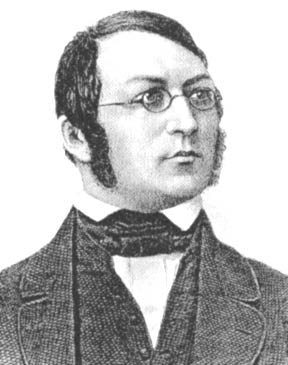
Der Dichter Henrik Wergeland kämpfte für die Emanzipation der Juden in Norwegen.

Die Geschichte der Juden in Norwegen begann in der zweiten Hälfte des 19. Jahrhunderts. Im Jahr 2012 lebten zwischen 1200 und 1500 Juden im Land, die meisten von ihnen in der Hauptstadt Oslo. Eine kleinere Gemeinde besteht in Trondheim; ihre Synagoge ist eine der nördlichsten der Welt.

## Geschichte

### Die Juden in Dänemark-Norwegen vor 1814
Erst in der Regierungszeit Christians IV. wird ein Jude in Verbindung mit Norwegen erwähnt. Die Juden im Deutschen Reich waren teilweise Nachfahren der Juden, die 1492 mit dem Alhambra-Edikt aus Spanien und 1498 aus Portugal vertrieben worden waren. Diese sephardischen Juden ließen sich in den Niederlanden, manche in Hamburg, aber auch in Dänemark-Norwegen, wo sie „Portugieser-Juden“ genannt wurden, nieder. Christian IV. glaubte, sie könnten seinem Land nutzen. Aufgrund des Widerstandes der Geistlichkeit wurden sie in den Herzogtümern Schleswig und Holstein, schwerpunktmäßig in Glückstadt angesiedelt. 1630 erhielten sie das Privileg, sich frei in Dänemark und Norwegen zu bewegen. 1641 weitete der König seinen Schutz auf die europäischen Aschkenasim aus. Sein Nachfolger Friedrich III. schränkte die Reisefreiheit für die Aschkenasim wieder ein. Nun mussten diese einen Geleitbrief  mitführen. Dies galt aber nicht für die Sephardim in Glückstadt, weil sie ein verbrieftes Privileg über die Reisefreiheit besaßen. 1657 wurde die Reisefreiheit auf alle Sephardim ausgedehnt. Als zu dieser Zeit der Krieg gegen Schweden begann, benötigte der König Kapital. Zehn Jahre später räumte der König auch den übrigen Juden die gleichen Rechte ein. Sein Nachfolger, Christian V. bekräftigte in einem „offenen Brief“ vom 14. Dezember 1670 die Rechte von 1657. Dieser Brief spielte in den Verhandlungen des Stortings von 1840 über den Zugang der Juden nach Norwegen eine gewisse Rolle. In den 1670er Jahren erhielten die Juden auf Antrag die Erlaubnis, sich in bestimmten dänischen Städten niederzulassen. 1683 galt dies nur mehr für Juden mit Geleitbrief, nach Protesten der Sephardim für diese allgemein. Diese Niederlassungsfreiheit wurde aber im entsprechenden Gesetz für Norwegen von 1687 übersehen mit der Folge, dass viele Juden in Norwegen in den folgenden Jahrhunderten verhaftet wurden. Die Bestimmung stand nämlich nicht in den Bestimmungen über die Einreise von Fremden, in denen Mönche und katholische Geistliche im Falle der Einreise mit der Todesstrafe bedroht wurden, sondern im 22. Kapitel (III. Buch) unter dem Abschnitt über die Behandlung der Juden und des nomadisierenden Volkes. Die Beamten kannten die Bestimmungen nicht ausreichend. 
Erst 1750 wurde die Sonderstellung der Sephardim in Norwegen noch einmal öffentlich bekannt gemacht. In vielen Privilegienbriefen für die Städte des Reiches aus damaliger Zeit finden sich Aufenthaltsverbote für Juden. Viele Geleitbriefe für Juden aus dem 17. und 18. Jahrhundert beziehen sich auf beide Reichsteile, auch wenn ihre Inhaber Norwegen nie besucht haben. Die jüdische Familie Taxeira in Glückstadt war stark in norwegischen Bergwerken engagiert. Aus den norwegischen Geschlechtsregister geht hervor, dass um 1700 Juden in norwegische Familien eingeheiratet haben, nachdem sie sich hatten taufen lassen. Aus den Jahren vor 1814 sind drei getaufte Juden bekannt, die sich in Norwegen niedergelassen hatten: Ludvig Mariboe, Edvard Isaach Hambro und der Kaufmann Heinrich Glogau. Bekannt wurde Heinrich Glogau durch eine Auseinandersetzung mit Christian Magnus Falsen über den geplanten § 2 (Judenparagraf) der Verfassung von 1814 in der Presse, der den Juden die Einreise nach Norwegen ausnahmslos verbieten sollte. Das Verbot verstoße gegen den christlich-evangelischen Geist der Verfassung. Dagegen befürwortete Falsen das Betretungsverbot für Juden, weil er aufgrund der Erfahrung vorangegangener Religionskriege dafür eintrat, dass es in einem Staat nur eine Religion geben dürfe.

### Von 1814 bis 1940
Im Jahre 1814 wurde Norwegen aus der Personalunion mit Dänemark herausgelöst: Die Verfassung von Eidsvoll sah die evangelisch-lutherische Konfession als Staatsreligion vor, obwohl zunächst Religionsfreiheit gewährt werden sollte. Für Juden sollten keine Einreisegenehmigungen mehr erteilt werden. Ihnen wurde der Aufenthalt in Artikel 2 der Verfassung ausdrücklich verboten: Juden sind vom Betreten des Reiches vollständig ausgeschlossen. Das galt auch für Besucher und Durchreisende. Die Verfassung galt dessen ungeachtet als eine der liberalsten ihrer Zeit.
Siehe Hauptartikel Der Judenparagraf
1832 setzte sich erstmals der Dichter Henrik Wergeland für die Rechte der Juden ein. 1839 versuchte er, das Parlament zur Abschaffung des Artikels 2 zu bewegen. 1841 erschien sein Kommentar zur Judenfrage, in dem er für Toleranz warb. Wergeland starb 1845. In Schweden lebende Juden ließen in Stockholm ein Denkmal für ihn errichten. Die Inschrift lautet: Dankbare Juden außerhalb der Grenze Norwegens errichteten dieses Denkmal im Jahr 1847. Es wurde 1849 nach Norwegen gebracht.
1851 wurde das Verbot des Zutritts für Juden aus der norwegischen Verfassung gestrichen. Gegner sprachen von einer Judeninvasion, die nun über Norwegen hereinbrechen würde. Allerdings blieb die Zahl der jüdischen Einwohner klein. 1875 waren es 34 Personen. 1892 wurde die erste jüdische Gemeinde in Kristiania (heute Oslo) gegründet. Sie hatte 136 Mitglieder, bei insgesamt 214 norwegischen Juden. Erster Vorsteher wurde Nathan Nachmann Nathan. 1882 verfügte sie über die erste Synagoge.
Erst nach den russischen Pogromen Ende des 19. und Anfang des 20. Jahrhunderts wanderten mehr Juden nach Norwegen ein.
Es entwickelte sich ein jüdisches Kulturleben v. a. in Oslo mit Theatergruppen, Chören und anderen Kulturorganisationen.
Schreckenszenarien über eine Invasion von Juden nach Norwegen wurden nach dem Ersten Weltkrieg vor allem aus Russland und nach 1933 aus Deutschland verbreitet.
Der Antisemitismus in Norwegen war latent vorhanden und zeigte sich z. B. in einem Verbot des Schächtens im Jahr 1929. Die Regelung ist noch heute (Stand 2012) in Kraft.
In den Jahren 1938 und 1939 kamen einige wenige jüdische Flüchtlinge nach Norwegen, die von den Behörden in Erwartung eines Visums für ein Drittland vorübergehend geduldet wurden.

### Verfolgung (1940–1945)

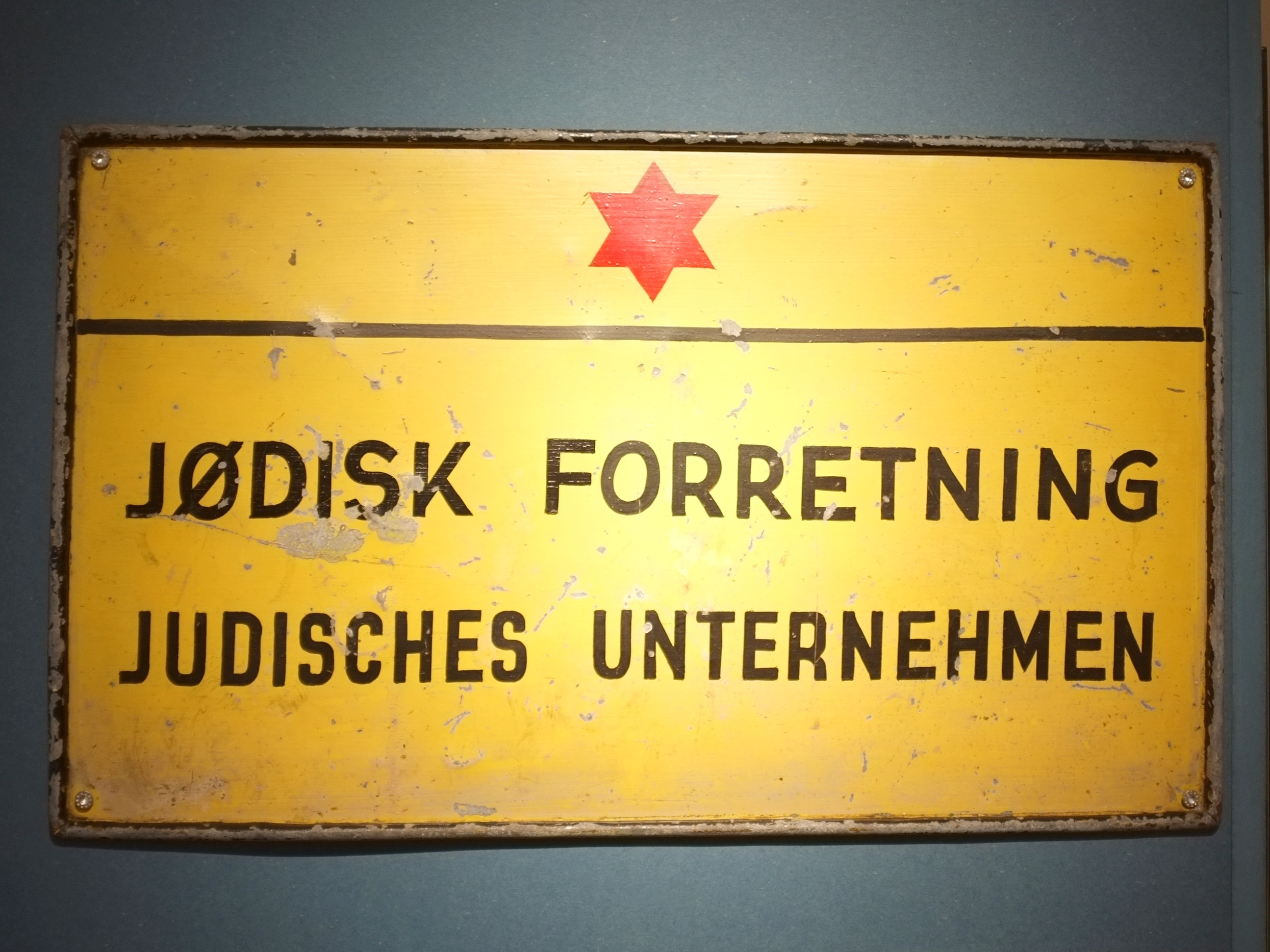
»Jødisk forretning – Judisches Unternehmen«. Schild von der deutschen Besetzung Norwegens, 1940.

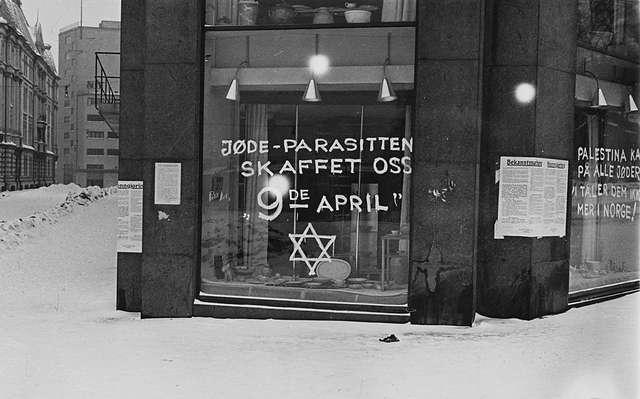
Antijüdische Schmiererei an einem Schaufenster in Oslo 1941

Im April 1940, zum Zeitpunkt der deutschen Besetzung Norwegens, lebten etwa 2200 Juden im Land, davon waren etwa 300 Flüchtlinge aus Deutschland, Österreich oder der Tschechoslowakei. Es bestanden zwei jüdische Gemeinden, eine in Oslo und eine in Trondheim.
Am 10. Mai 1940, noch bevor die Kämpfe in Norwegen beendet waren, wurde die norwegische Polizei von der deutschen Sicherheitspolizei aufgefordert, die Radioapparate von Juden zu beschlagnahmen. Die Polizei führte die Beschlagnahmung ohne Widerspruch durch.
Der von den deutschen Besatzern eingesetzte norwegische Ministerpräsident Vidkun Quisling ließ alle Juden systematisch in einer landesweiten Fragebogenaktion erfassen. Ohne diesen norwegischen Beitrag wäre es nur schwer möglich gewesen, so viele Menschen zu erfassen und anschließend zu deportieren. Nach den Angaben aus dem Fragebogen lebten im Sommer 1941 noch 1106 Juden in Norwegen. Auf der Wannseekonferenz am 20. Januar 1942 wurde dagegen für Norwegen noch von 1300 Juden ausgegangen.
Ebenfalls am 20. Januar 1942 wurde die jüdische Bevölkerung in den Zeitungen aufgefordert, sich bei den Polizeibehörden zu melden. Diese Aufforderung wurde von der jüdischen Bevölkerung überwiegend befolgt. Ihre Ausweise wurden mit einem roten »J« gekennzeichnet. Am 12. März 1942 ließ Vidkun Quisling das Aufenthaltsverbot für Juden von 1814 wieder in die Verfassung aufnehmen. Am 7. Oktober 1942, einen Tag nach Verhängung des Ausnahmezustandes über Trondheim, wurden dort alle männlichen Juden über 15 Jahre verhaftet, während alle Frauen und Kinder in wenigen Wohnungen der Stadt interniert wurden. Die Gefangenen wurden in das deutsche Lager Falstad außerhalb Trondheims gebracht.
Am Wochenende 24./25. Oktober 1942 arbeitete die norwegische Regierung das »Gesetz zur Beschlagnahme des jüdischen Vermögens« aus, das am Montag, den 26. Oktober in Kraft trat, um sich Eigentum und Vermögen der Juden vor den deutschen Behörden zu sichern. Ebenfalls am 26. Oktober 1942 begann die Verhaftung aller männlichen Juden über 15 Jahren mit einem »J« im Ausweis. Die Verhafteten wurden in das noch nicht fertiggestellte Konzentrationslager Berg, auch »Quislings Hühnerhof« genannt, außerhalb der Stadt Tønsberg gebracht. Berg unterstand, im Gegensatz zu Falstad, dem norwegischen Polizeiministerium. Die zurückgelassenen Frauen wurden verpflichtet, sich täglich bei der Polizei zu melden. Ab dem 24. November wurden sie ebenfalls inhaftiert.
Am Nachmittag des 26. November 1942 verließ das Schiff Donau den Hafen von Oslo mit 532 Juden an Bord. Der Transport führte über Stettin mit dem Zug weiter in das Konzentrations- und Vernichtungslager Auschwitz. Dort kam er am 1. Dezember an. Von den Ankommenden wurden 186 Männer als Häftlinge übernommen, die anderen 346 Menschen, darunter alle Frauen und Kinder, wurden direkt in die Gaskammern geschickt. Am 24. Februar 1943 wurden mit dem Schiff Gotenland weitere 158 Juden – 71 Frauen, 62 Männer, 25 Kinder – von Norwegen über Stettin und Berlin in das Konzentrations- und Vernichtungslager Auschwitz transportiert, wo sie in der Nacht auf den 3. März ankamen.
Mit diesen beiden großen und weiteren kleineren Transporten wurden insgesamt je nach Quelle 767 bzw. 771 Menschen, mehr als ein Drittel aller norwegischen Juden, deportiert. Von diesen überlebten lediglich 26. Etwa 1000 konnten nach Schweden fliehen, einige wenige entkamen nach Großbritannien oder versteckten sich im Land.
Unterstützung fanden jüdische Norweger in der Besatzungszeit durch Widerstandsgruppen und durch Einzelpersonen wie durch den Studenten Hans Christen Mamen. Er brachte 25 jüdische Kinder über die Grenze nach Schweden in Sicherheit. Hilfe erfuhr er dabei von dem Theologen Ole Hallesby. 41 Norweger und Norwegerinnen wurden von der Gedenkstätte Yad Vashem für ihren Einsatz zur Rettung verfolgter Juden mit dem Titel Gerechte unter den Völkern ausgezeichnet.
Organisiert wurde die Deportation vom Polizeichef in Oslo, Knut Rød. Er wurde am 9. April 1948 vom Norwegischen Gerichtshof vom Vorwurf der Kollaboration mit der deutschen Besatzungsmacht freigesprochen. Im Urteil hieß es: Er hat die ganze Zeit seinen Plan verfolgt, dem Feind zu schaden und seinen Landsleuten zu nutzen. Rød setzte seinen Dienst in der Polizei bis zu seiner Pensionierung im Jahr 1965 fort. Er starb 1986.

### Nach dem Zweiten Weltkrieg
Die Synagoge in Oslo war unbeschädigt erhalten geblieben, weil die Besatzer dort ein museales Depot von Kultgegenständen und ähnlichem eingerichtet hatten. Damit konnte die Gemeinde ab 1945 dort wieder Gottesdienste und Unterricht abhalten.
Während des Ungarischen Volksaufstandes von 1956 erlaubte die Regierung die Immigration von Juden aus Ungarn. Neben Oslo entwickelte sich in Trondheim eine bis heute bestehende jüdische Gemeinde. Sie sind orthodox orientiert und befürworten die Auswanderung nach Israel.
In den 1990er Jahren wurde die Verantwortung norwegischer Behörden bei den Deportationen norwegischer Juden während der deutschen Besatzung und der Umgang mit konfisziertem jüdischem Eigentum zunehmend debattiert. Der Jüdische Weltkongress forderte im Januar 1996 Norwegen auf, seine Geschichte diesbezüglich aufzuarbeiten. Eine eingesetzte Regierungskommission legte im Sommer 1997 einen Bericht vor, der zwei Jahre später dazu führte, dass das Parlament eine Entschädigung in Höhe von 450 Millionen Kronen bewilligte. Das Geld wurde für individuelle Entschädigungen sowie für den Aufbau des Zentrums für Holocaust- und Minderheitenstudien verwendet.

### Im 21. Jahrhundert

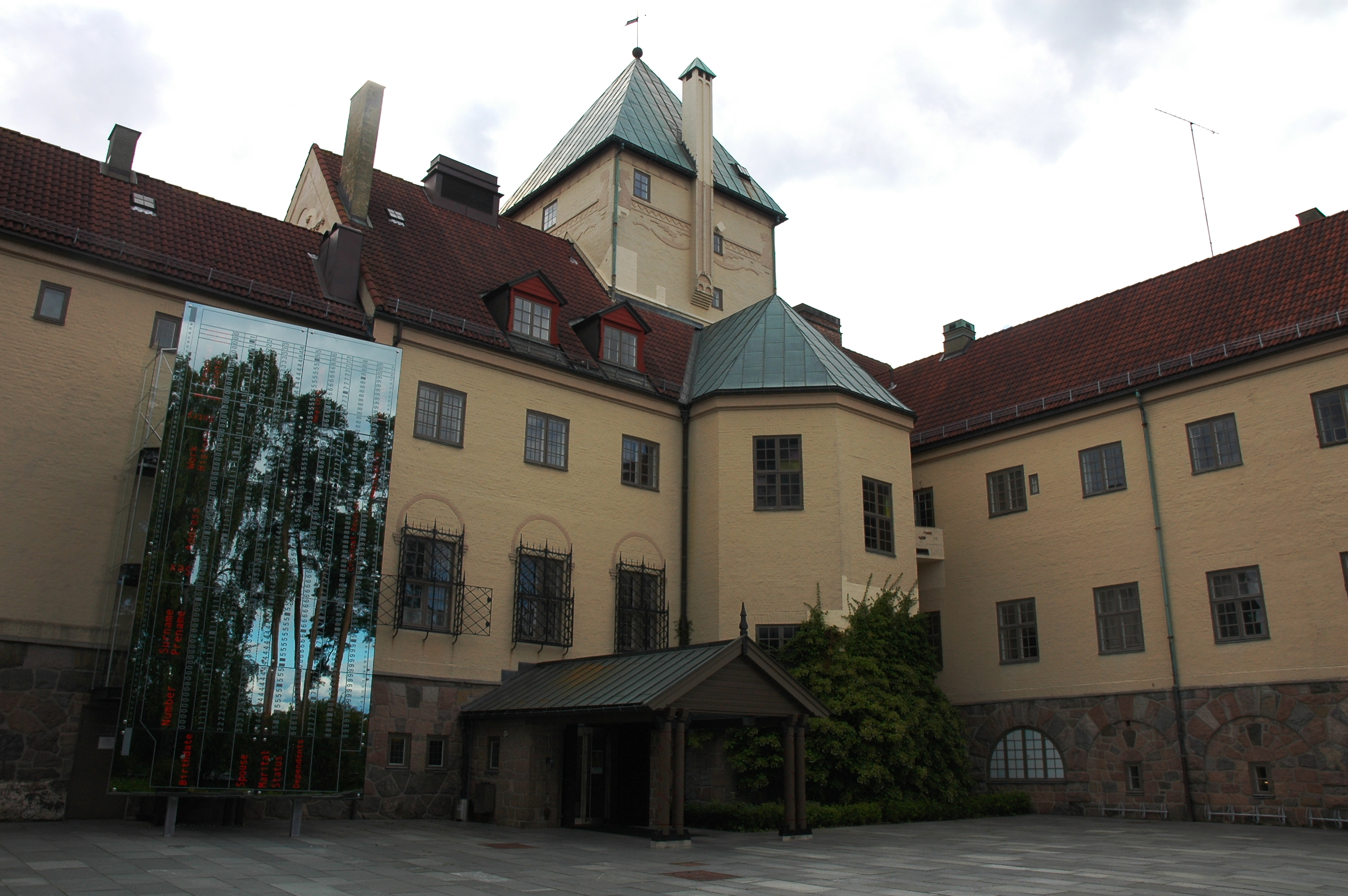
Quislings ehemalige Residenz Villa Grande beherbergt heute ein Holocaust-Forschungszentrum.

Im Jahr 2003 veröffentlichte der Schriftsteller Espen Søbye ein Buch über das Leben der erst 15-jährigen Kathe Lasnik, 60 Jahre nach ihrer Deportation. Über Kathe Lasnik gibt es nur wenige Informationen. Sie hatte den Fragebogen von Vidkun Quisling ausgefüllt, den Søbye im Statistischen Zentralbüro entdeckte. Eine ihrer Eintragungen fiel ihm besonders auf und wurde zum Titel des Buches Kathe – alltid vært i Norge („Kathe – immer in Norwegen gewesen“). Søbye ist einer der wenigen Autoren, die das norwegische Schweigen über die Verfolgungen literarisch aufgegriffen haben.
Am 24. August 2006 wurde ein norwegisches Studienzentrum für Holocaust und Religiöse Minderheiten (Senter for studier av Holocaust og livssynsminoriteter, kurz HL-senteret) eröffnet. Es hat seinen Sitz in der Osloer Villa Grande, in der Vidkun Quisling von 1941 bis 1945 lebte. Vor der Villa stand zeitweise als Provokation der Öffentlichkeit eine Statue von Knut Rød, dem ehemaligen Polizeichef von Oslo, in Uniform mit zum Hitlergruß erhobenem Arm. Er organisierte die Deportationen. Die Statue sollte erst beseitigt werden, wenn sein Freispruch vom 9. April 1948 aufgehoben würde.
An einer vom norwegischen Finanzminister und anderen wichtigen Linken geführten Demonstration gegen die israelische Militäroperation im Gazastreifen, die 2009 in Oslo stattfand, nahmen auch viele junge Araber teil, die skandierten Itbah al yahud! – Tötet die Juden!

## Demografie
| Jahr              | 1875      | 1940      | 1941      | 1946      | 1980      | 1995      | 2007      |
| Gesamtbevölkerung | 1.796.752 | 2.963.909 | 2.982.224 | 3.107.269 | 4.078.900 | 4.348.410 | 4.681.134 |
| Juden             | 34        | 2200      | 1300      | 556       | 900       | 1200      | 1200      |
| Anteil            | < 0,002 % | 0,07 %    | 0,04 %    | 0,02 %    | 0,02 %    | 0,03 %    | 0,03 %    |

## Oberrabbiner
Eine Liste der Oberrabbiner von Finnland enthält die Aufstellung: → Staaten in Europa unter Norwegen.

## Personen
Personen norwegisch-jüdischer Abstammung oder jüdische Personen mit Bezug zu Norwegen sind:
- Jo Benkow (1924–2013), Parlamentspräsident
- Issay Dobrowen (1891–1953), Dirigent
- Leo Eitinger (1912–1996), Psychiater
- Berthold Epstein (1890–1962), Pädiater
- Victor Moritz Goldschmidt (1888–1947), Geochemiker
- Berthold Grünfeld (1932–2007), Arzt
- Bente Kahan (* 1958), Schauspielerin und Sängerin
- Tutte Lemkow (1918–1991), Schauspieler
- Ruth Maier (1920–1942), NS-Opfer
- Michael Melchior (* 1954), Oberrabbiner
- Max Tau (1897–1976), Schriftsteller

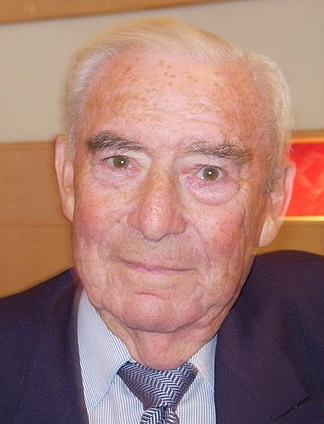
Jo Benkow, Stortingspräsident 1985–1993
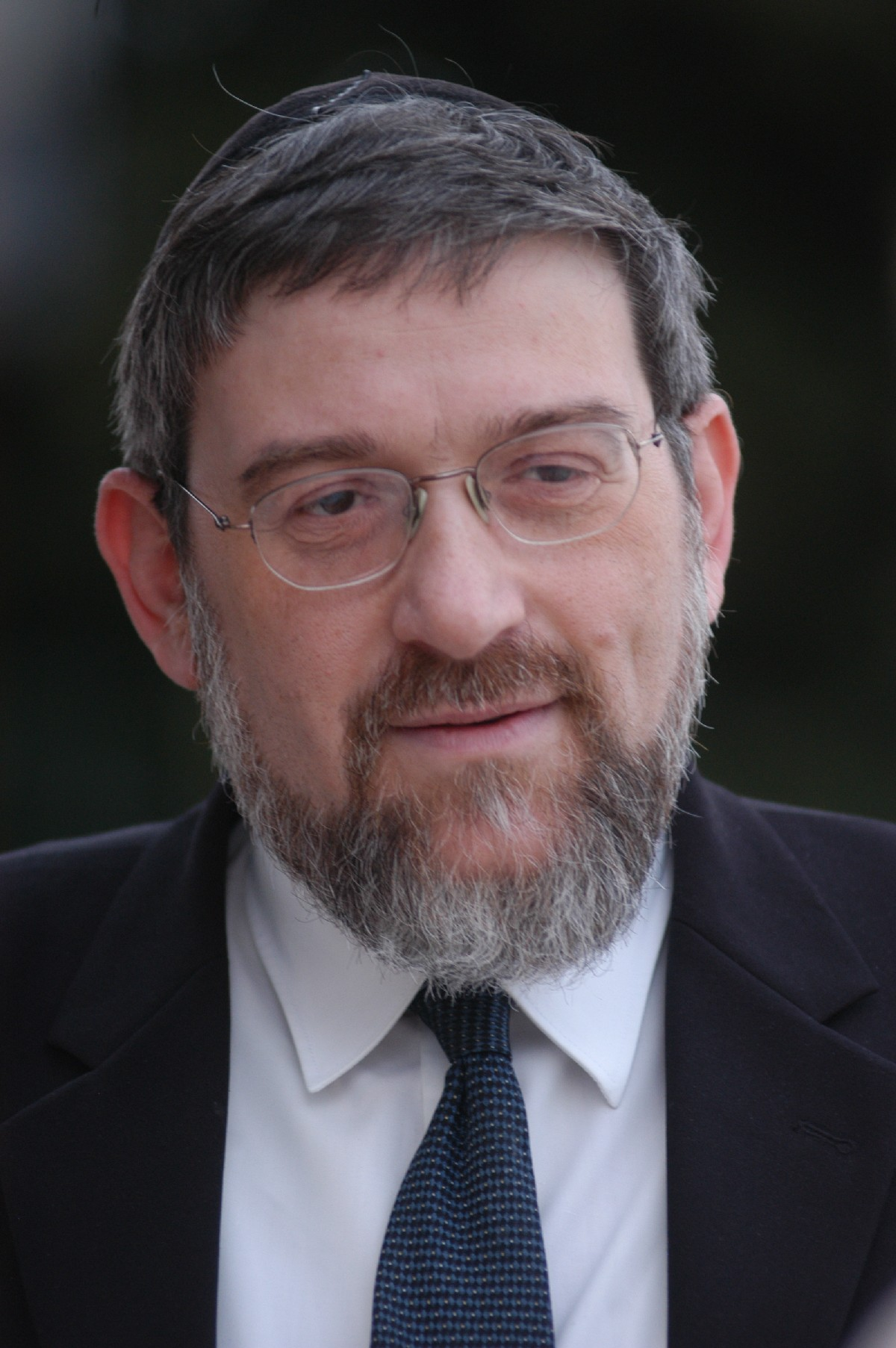
Rabbiner Michael Melchior
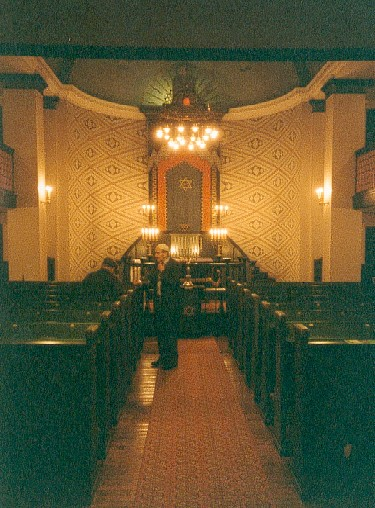
Synagoge in Trondheim 1995